# 2049 Грітьє
2049 Грітьє (2049 Grietje) — астероїд головного поясу, відкритий 29 вересня 1973 року.
Тіссеранів параметр щодо Юпітера — 3,780.